# Conimitella
Conimitella es un género con una especie (Conimitella williamsii) de plantas de flores de la familia Saxifragaceae. 

## Especies seleccionadas
- Conimitella williamsii (D.C.Eaton) Rydb.

- Datos: Q16324502
- Especies: Conimitella